# Forte Gadsden
O Forte Gadsden está localizado no estado norte-americano da Flórida, no condado de Franklin. Situa-se no Rio Apalachicola, próximo de Sumatra. No passado recebeu outras denominações como Forte Prospect Bluff, Forte Nichols, Correio Britânico, Forte Negro, Forte Africano e Forte Apalachicola.
O forte foi designado, em 23 de fevereiro de 1972, um local do Registro Nacional de Lugares Históricos bem como, em 15 de maio de 1975, um Marco Histórico Nacional.

## Origem
Durante a Guerra anglo-americana de 1812, em agosto de 1814, uma força de mais de 100 oficiais e homens liderados por Edward Nicolls, um tenente-coronel dos fuzileiros navais britânicos, foi enviado para o Rio Apalachicola, no oeste da Flórida, que, na época, era parte do Império Espanhol, com o objetivo de recrutar índios Seminoles como aliados em sua guerra contra os Estados Unidos, onde começaram a ajuda e treinar os índios locais.
 Nicolls construiu uma fortaleza em Prospect Bluff, 25 Km acima da foz do  Apalachicola a 96 Km da fronteira com os Estados Unidos, que foi equipada com canhões, armas e munições.
O forte foi originalmente conhecido como Correio Britânico, e serviu de base para as tropas britânicas e para o recrutamento de escravos fugitivos para o novo Corpo Colonial de Fuzileiros Navais, que era uma formação auxiliar aos  Fuzileiros Navais Britânicos, e para incentivar os Seminoles a atacar os Estados Unidos
Quando os britânicos evacuaram a Flórida na primavera de 1815, eles deixaram o forte bem-construído e armado nas mãos de cerca de 300 escravos fugitivos, incluindo membros do dissolvido Corpo Colonial de Fuzileiros Navais, e cerca de 30 índios Seminoles e Choctaw.  Nicolls dissera aos índios que o Tratado que encerrou a Guerra anglo-americana de 1812 havia garantido a devolução de todas as terras indígenas perdidas durante a guerra, incluindo as terras Creek na Geórgia e Alabama
A notícia do "Forte Negro" (como veio a ser chamado) atraiu cerca de 800 negros fugitivos que se estabeleceram na área vizinha.
Sob o comando de um homem negro chamado Garson e um chefe Choctaw (cujo nome é desconhecido), foram lançados ataques através da fronteira com a  Geórgia, nos quais eram libertados escravos, e por isso o Forte Negro foi visto como uma ameaça à escravidão.

## Ataque ao Forte Negro
Em julho de 1816 Andrew Jackson deu ordens ao Brigadeiro-General Edmund P. Gaines para destruir o Fort Negro. A expedição americana incluía índios Creek de Coweta. Em 27 de julho de 1816, após uma série de escaramuças, as forças americanas e seus aliados Creek lançaram um ataque, sob o comando do Tenente-Coronel Duncan Clinch, com o apoio de um comboio naval comandada por Jarius Loomis.
Os dois lados trocaram tiros de canhão, mas os tiros dos artilheiros inexperientes do Forte Negro não conseguiam atingir os seus objetivos. O depósito de pólvora do Forte Negro foi atingido, gerando uma explosão que foi ouvida a mais de 160 km de distância, e destruiu a fortaleza. Das cerca de 320 pessoas que estavam no forte, mais de 250 morreram instantaneamente, e muitos outros morreram em consequência dos ferimentos pouco depois.
Garson e o chefe Choctaw, estavam entre os poucos sobreviventes, e foram entregues aos  Creeks, que escalpelaram o Choctaw vivo e, em seguida, esfaquearam Garson. Outros sobreviventes foram devolvidos à escravidão.
Os  Creeks ficaram com as armas (2,500 mosquetes, 50 carabinas, 400 pistolas e 500 espadas) dos derrotados como recompensa.
O Império Espanhol protestou contra a  violação de seu solo.
No início da Primeira Guerra Seminole quando as tropas de Andrew Jackson chegaram ao local onde ficava o ""Forte Negro"", foi designado o oficial James Gadsden para dirigir a construção de um novo forte, que seria designado como Forte Gadsden.